# 齿片无柱兰
齿片无桂兰（学名：Amitostigma yüanum）为兰科无柱兰属的植物，为中国的特有植物。分布于中国大陆的西藏、云南等地，生长于海拔3,000米至3,700米的地区，一般生长在山坡杜鹃灌丛下、苔藓丛中以及高山草地中，目前尚未由人工引种栽培。